# 欧藏斯
欧藏斯（法語：Auzances，法語發音：[ozɑ̃s]），法国中部市镇，位于新阿基坦大区克勒兹省，隶属于欧比松区，其市镇面积为7.08平方公里，2022年1月1日时人口数量为1,153人，在法国城市中排名第8,666位。
欧藏斯位于克勒兹省东部，孔布拉耶地区西侧，是一个区域性的中心城市，多条公路在此交汇。

## 地名来源
根据当地官方网站的论述，“Auzances”一名转写自“Alisancia”，后者意为“花楸树”。在1801年以前，当地的官方名称拼写为末尾不含s的“Auzance”。
欧藏斯所处区域历史上曾通行奥克语，“Auzances”在奥克语维基百科及同语言版本的Openstreetmap中被标记为“Ausança”。

## 历史

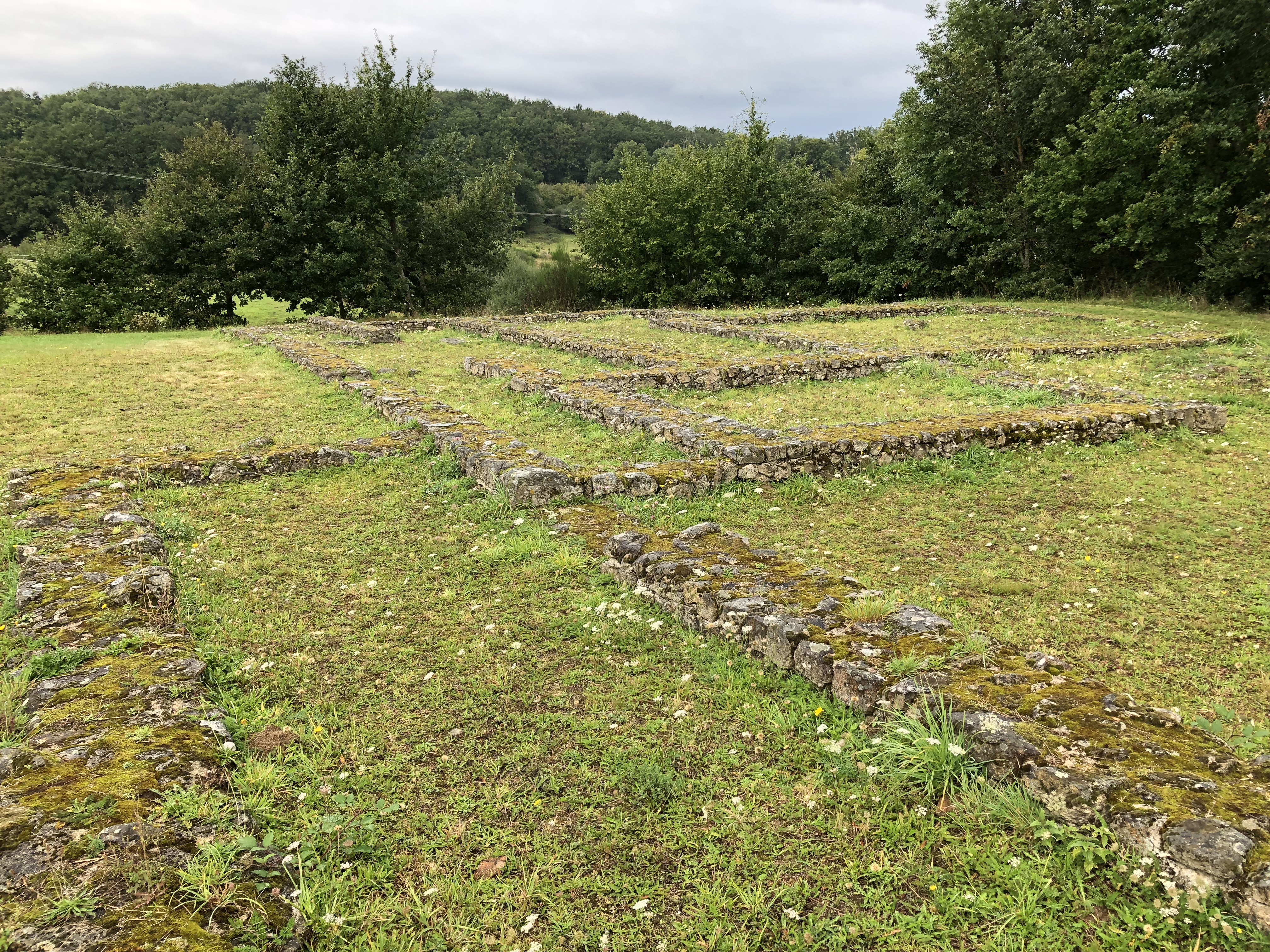
欧藏斯境内的一处高卢-罗马时期建筑遗址

欧藏斯的早期历史尚不清楚。根据当地官方网站的论述，公元一世纪时，古罗马人在此修建聚落。中世纪中期，欧藏斯曾长期为奥弗涅伯国的一部分。英法百年战争期间，黑太子爱德华曾率兵占领欧藏斯，其城市可能遭受严重破坏。14世纪末，波旁公爵路易二世继承欧藏斯，此后该地成为波旁行省的一部分。欧藏斯近代因皮革加工及贸易而兴盛，当地居民因此一度被称为“pelauds”，意为“皮革商人”。法国大革命后，欧藏斯成为克勒兹省的一个市镇。工业革命期间，欧藏斯的皮革工业得到机械化生产，其所在的克勒兹省亦因泥瓦匠手工业者而闻名。途径欧藏斯的布尔日—米耶卡兹铁路于1887年建成通车，后因客流不足而部分废弃，欧藏斯所在的路段于2008年关闭。
在行政区划沿革方面，欧藏斯在1995至2016年间曾为欧藏斯-贝勒加德市镇公共社区的办公驻地。

## 地理

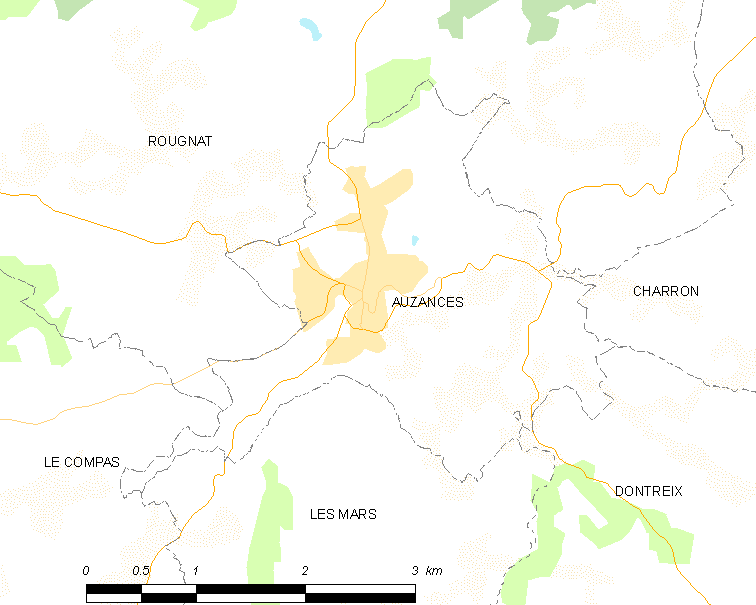
欧藏斯市镇范围地图

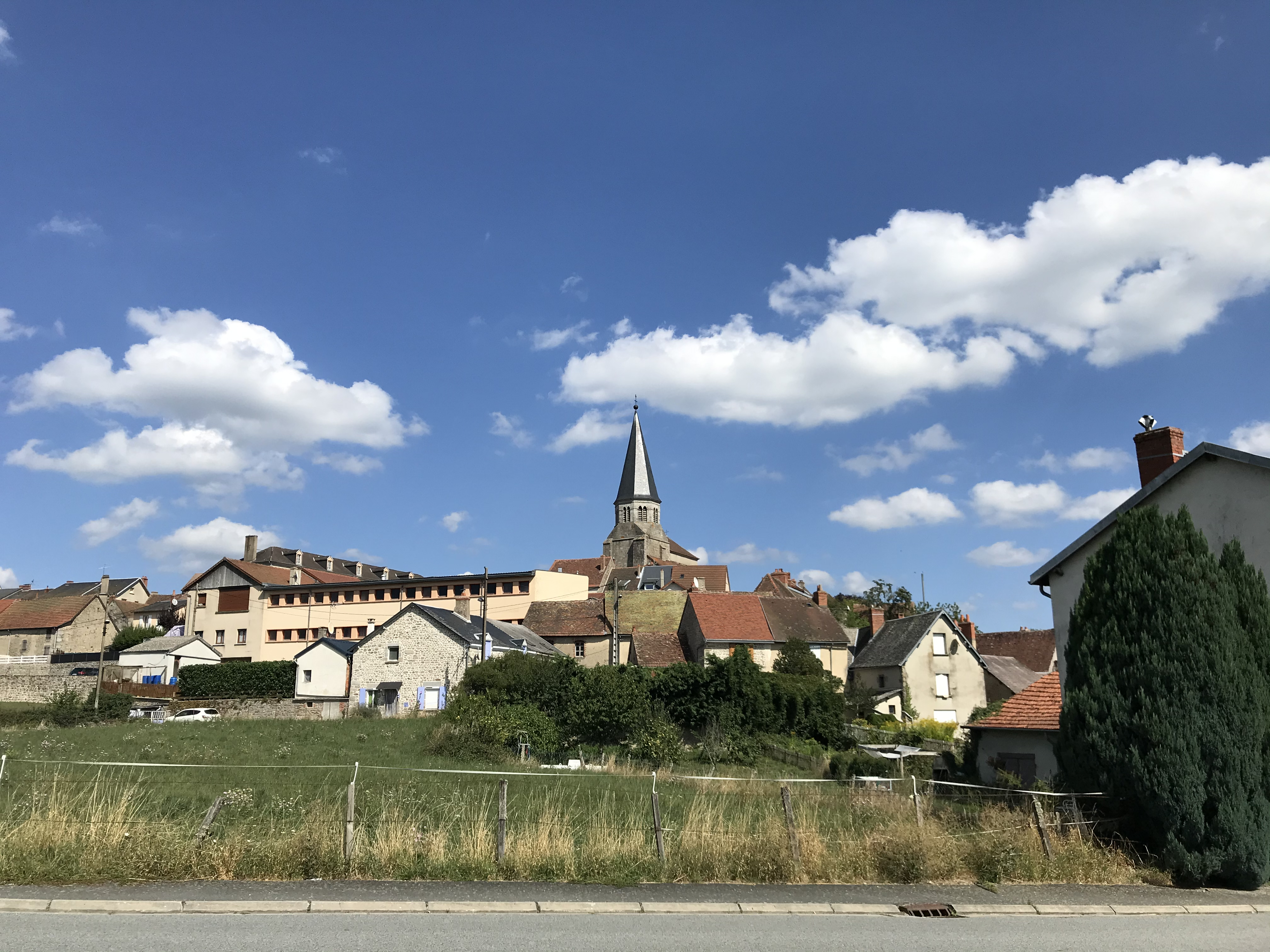
远眺欧藏斯镇中心

欧藏斯位于法国中部，新阿基坦大区东北部和克勒兹省东部，距离省会盖雷大约62公里。与欧藏斯接壤的市镇包括：沙龙、勒孔帕、栋特雷、莱马尔和鲁尼亚。

### 地形
欧藏斯位于法国中央高原西北部边缘，孔布拉耶西侧，境内以浅丘和丘陵为主，市镇中心位于一处河谷左岸，沿河地带地势起伏较为明显，全境海拔在486到624米之间。

### 水文
谢尔河自南向北流经欧藏斯市镇范围东部，其左岸支流努瓦塞特河（La Noisette）自西南向东北流经镇中心南侧，此外当地还有多处湖塘分布。

### 植被
欧藏斯属于温带阔叶混交林区，林地多分布于河流附近及河谷地带，市区北部的一处湖泊附近被开辟为Coux d'Auzances动物公园。
在鲜花城市的评比中，欧藏斯暂未被评级。

### 气候
欧藏斯在柯本气候分类法中属于温带海洋性气候（Cfb）。
欧藏斯境内设有气象站，以下为该气象站的数据（其中日照数据取自盖雷气象站）：
| 欧藏斯1981年－2019年 | 欧藏斯1981年－2019年 | 欧藏斯1981年－2019年 | 欧藏斯1981年－2019年 | 欧藏斯1981年－2019年 | 欧藏斯1981年－2019年 | 欧藏斯1981年－2019年 | 欧藏斯1981年－2019年 | 欧藏斯1981年－2019年 | 欧藏斯1981年－2019年 | 欧藏斯1981年－2019年 | 欧藏斯1981年－2019年 | 欧藏斯1981年－2019年 | 欧藏斯1981年－2019年 |
| 月份                 | 1月                  | 2月                  | 3月                  | 4月                  | 5月                  | 6月                  | 7月                  | 8月                  | 9月                  | 10月                 | 11月                 | 12月                 | 全年                 |
| -------------------- | -------------------- | -------------------- | -------------------- | -------------------- | -------------------- | -------------------- | -------------------- | -------------------- | -------------------- | -------------------- | -------------------- | -------------------- | -------------------- |
| 历史最高温 °C（°F）  | 19.8 (67.6)          | 23.7 (74.7)          | 25.5 (77.9)          | 28.1 (82.6)          | 32 (90)              | 36.9 (98.4)          | 38.3 (100.9)         | 41.6 (106.9)         | 33.7 (92.7)          | 28.7 (83.7)          | 25.7 (78.3)          | 19.2 (66.6)          | 41.6 (106.9)         |
| 平均高温 °C（°F）    | 6.3 (43.3)           | 7.7 (45.9)           | 11.1 (52.0)          | 14 (57)              | 18.4 (65.1)          | 22.3 (72.1)          | 23.8 (74.8)          | 23.9 (75.0)          | 19.9 (67.8)          | 16 (61)              | 9.5 (49.1)           | 6.4 (43.5)           | 14.9 (58.8)          |
| 日均气温 °C（°F）    | 2.9 (37.2)           | 3.8 (38.8)           | 6.5 (43.7)           | 9 (48)               | 13.2 (55.8)          | 16.7 (62.1)          | 18.2 (64.8)          | 18.2 (64.8)          | 14.4 (57.9)          | 11.5 (52.7)          | 6.1 (43.0)           | 3.3 (37.9)           | 10.3 (50.5)          |
| 平均低温 °C（°F）    | −0.5 (31.1)          | 0 (32)               | 1.8 (35.2)           | 4 (39)               | 7.9 (46.2)           | 11.1 (52.0)          | 12.5 (54.5)          | 12.5 (54.5)          | 9 (48)               | 6.9 (44.4)           | 2.6 (36.7)           | 0.1 (32.2)           | 5.7 (42.3)           |
| 历史最低温 °C（°F）  | −13.9 (7.0)          | −15.6 (3.9)          | −18.3 (−0.9)         | −6.2 (20.8)          | −1.3 (29.7)          | 1.9 (35.4)           | 3.8 (38.8)           | 2.5 (36.5)           | −1.6 (29.1)          | −6.9 (19.6)          | −10.3 (13.5)         | −13.2 (8.2)          | −18.3 (−0.9)         |
| 平均降水量 mm（）    | 70.2 (2.76)          | 60.6 (2.39)          | 59.8 (2.35)          | 77.3 (3.04)          | 101.7 (4.00)         | 81.9 (3.22)          | 77.8 (3.06)          | 69.7 (2.74)          | 83.1 (3.27)          | 68.6 (2.70)          | 74.6 (2.94)          | 68.8 (2.71)          | 894.1 (35.20)        |
| 月均日照時數         | 79.1                 | 97.2                 | 137.4                | 138.8                | 177.8                | 169.3                | 219.2                | 242.5                | 183.9                | 122.1                | 82.5                 | 63.2                 | 1,710.7              |
| 来源：infoclimat.fr  |                      |                      |                      |                      |                      |                      |                      |                      |                      |                      |                      |                      |                      |

## 行政区划
欧藏斯的市镇编号为23013，邮政编号为23700。
在行政管理方面，欧藏斯隶属于法国新阿基坦大区克勒兹省欧比松区；在地方选举方面，欧藏斯是欧藏斯县的中央投票站所在地，其市镇范围全境被划入克勒兹省选区；在社会管理方面，欧藏斯是阿基坦地区马尔什-孔布拉耶市镇公共社区的办公驻地。
截至2024年4月，欧藏斯市镇范围内暂无任何城市敏感街区及城市政策优先街区。
法国国家统计与经济研究所（简称）在进行数据统计时，未将欧藏斯划入任何城市核心区（Unité urbaine）、城市区（Aire urbaine）及城市辐射区（Aire d'attraction）。此外，还将欧藏斯市镇整体看作一个“块区”（IRIS），以便于统计人口分布情况。

## 交通

### 公路
克勒兹省省道D4线、D4A1线、D92线、D988线和D996线在欧藏斯境内交汇。新阿基坦大区下属的克勒兹省城际客运257线、280线、281线和282线经停欧藏斯，可通往盖雷、蒙吕松、于塞勒、阿安、埃沃莱班、欧比松等地。
| 10 | 61 |

| 26 | 43 |

| 盖雷 | 62 |

| 欧比松 | 31 |

| 蒙吕松 | 44 |

| 埃沃莱班 | 18 |

| 圣埃卢瓦莱米讷 | 41 |

| 蓬托米尔 | 27 |

2020年，60.1%的欧藏斯家庭拥有至少一辆私人汽车。2017年，欧藏斯境内共发生各类交通事故2起，造成2人重伤。

### 铁路

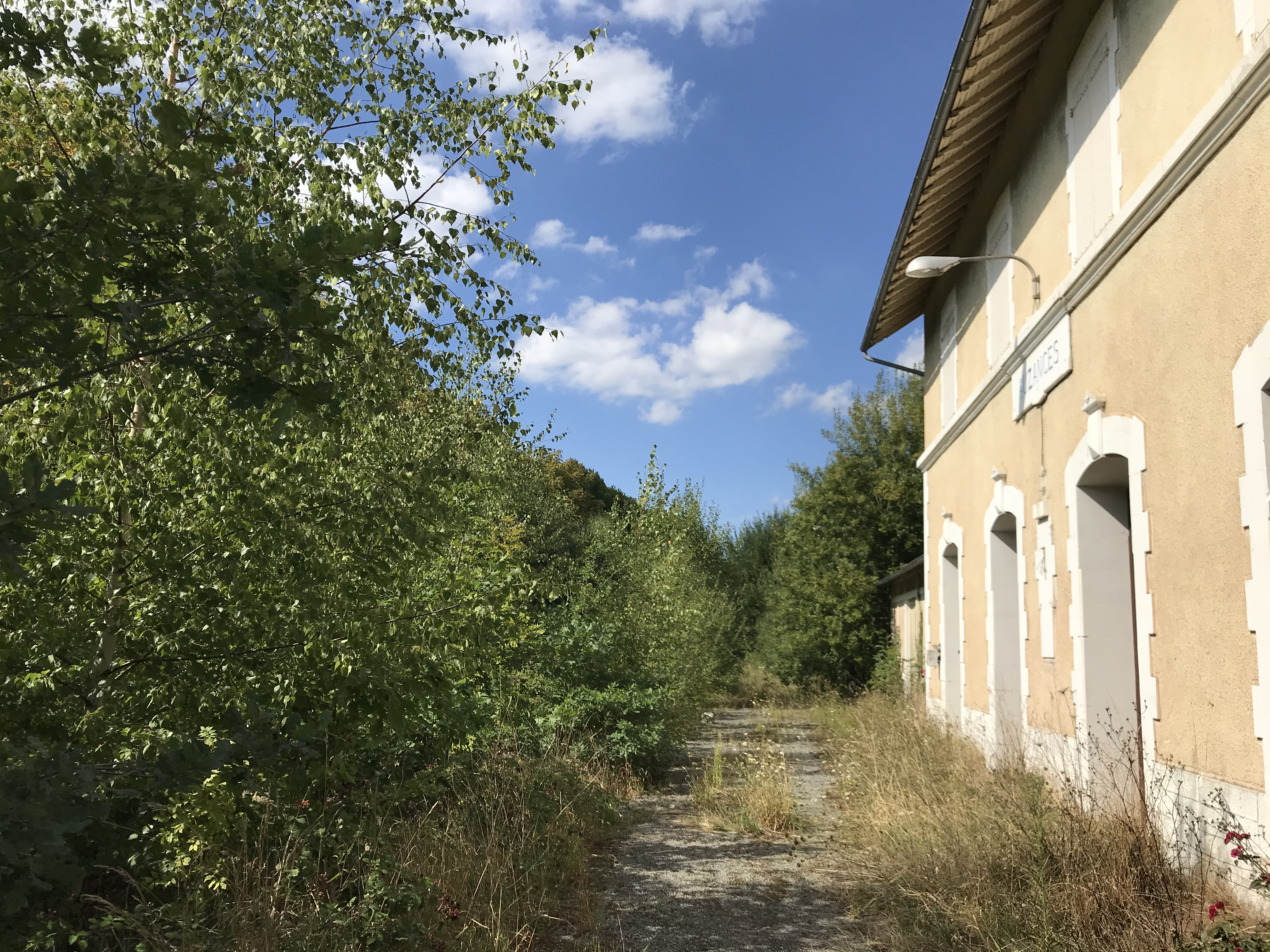
废弃的欧藏斯火车站站台

欧藏斯位于布尔日—米耶卡兹铁路上，该铁路蒙吕松以南的路段已废弃。
距离欧藏斯最近的运营中的客运铁路车站为34公里外的欧比松站，该站停靠往返于费勒坦和利摩日一线的区域列车。

### 航空
欧藏斯距离克莱蒙费朗机场的公路里程大约87公里。

### 城市公共交通
截至2024年4月，欧藏斯暂无任何城市公共交通系统。

## 政治

### 市政内阁

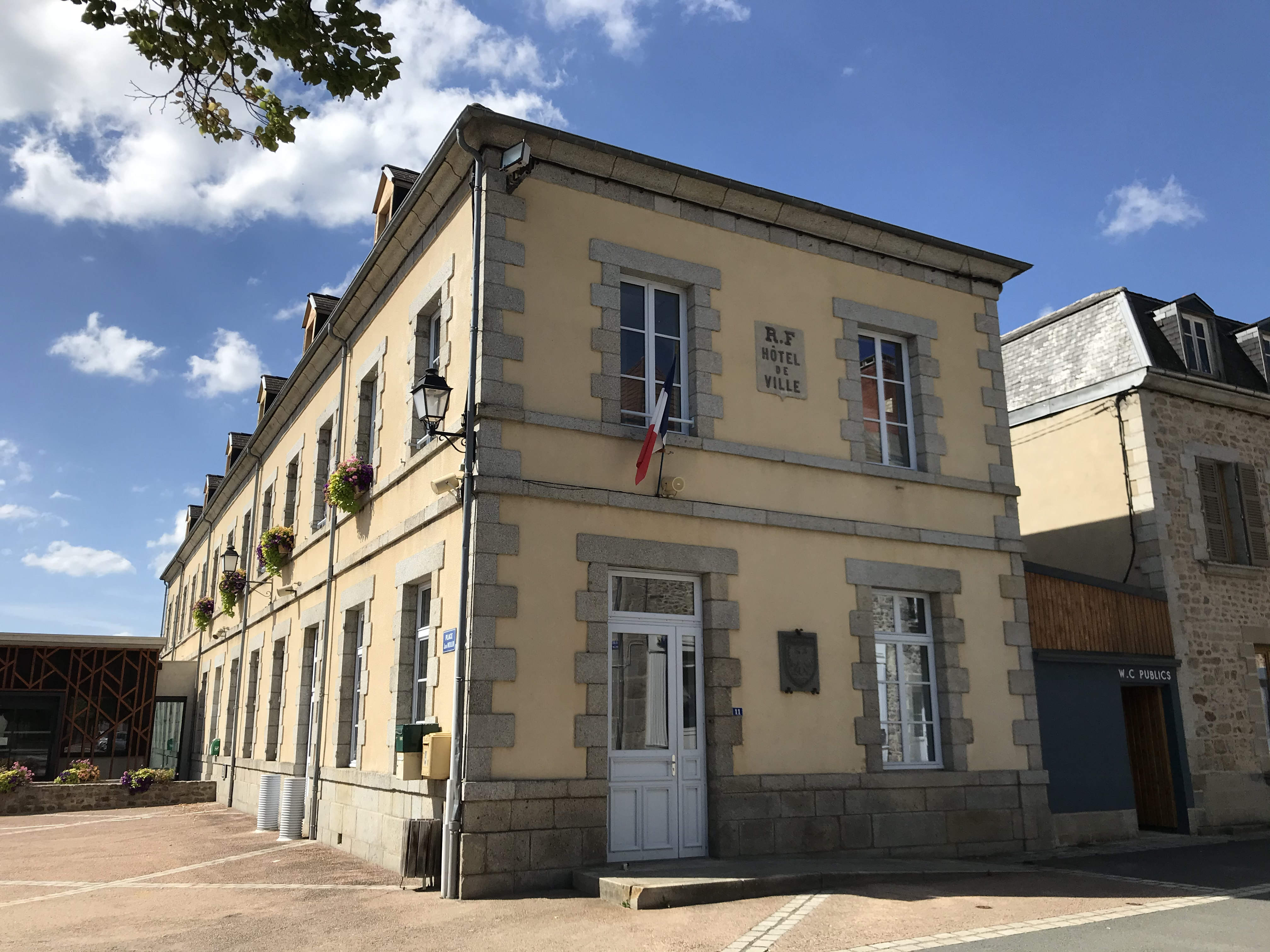
欧藏斯市政厅

欧藏斯的现任市长为弗朗索瓦丝·西蒙女士（Françoise SIMON），她是社会党的一名成员，在2020年的市政选举中获得了100.00%的支持率（无其他候选人）。
| 欧藏斯历届市长         | 欧藏斯历届市长                  | 欧藏斯历届市长                 |
| 任期                   | 市长                            | 党派                           |
| ---------------------- | ------------------------------- | ------------------------------ |
| （1959年以前资料暂缺） |                                 |                                |
| 1959年－1989年         | Fernand GORY 费尔南·戈里        | SFIO工人国际法国支部 →PS社会党 |
| 1989年－2014年         | André VÉNUAT 安德烈·韦尼阿      | PS社会党                       |
| 2014年－               | Françoise SIMON 弗朗索瓦丝·西蒙 | PS社会党                       |

### 各级选举
| 欧藏斯历届投票选举结果 | 欧藏斯历届投票选举结果 | 欧藏斯历届投票选举结果 | 欧藏斯历届投票选举结果 | 欧藏斯历届投票选举结果    | 欧藏斯历届投票选举结果 | 欧藏斯历届投票选举结果 | 欧藏斯历届投票选举结果 | 欧藏斯历届投票选举结果 | 欧藏斯历届投票选举结果 |
| 选举项目               | 选举范围               | 选区单位               | 选区单位内的选举结果   | 选区单位内的选举结果      | 选区单位内的选举结果   | 选区单位内的选举结果   | 选区单位内的选举结果   | 选区单位内的选举结果   | 参考资料               |
| 选举项目               | 选举范围               | 选区单位               | 第一轮胜出者           | 第一轮胜出者              | 支持率                 | 第二轮胜出者           | 第二轮胜出者           | 支持率                 | 参考资料               |
| ---------------------- | ---------------------- | ---------------------- | ---------------------- | ------------------------- | ---------------------- | ---------------------- | ---------------------- | ---------------------- | ---------------------- |
| 2017年法國總統選舉     | 法國                   | 市镇                   |                        | 埃马纽埃尔·马克龙         | 30.85%                 |                        | 埃马纽埃尔·马克龙      | 69.38%                 | [ 22 ]                 |
| 2017年法国立法选举     | 克勒兹省选区           | 市镇                   |                        | 让-巴蒂斯特·莫罗          | 32.87%                 |                        | 让-巴蒂斯特·莫罗       | 58.27%                 | [ 22 ]                 |
| 2019年欧洲议会选举     | 法國                   | 市镇                   |                        | 纳塔莉·卢瓦索             | 23.15%                 | （不适用）             | （不适用）             | （不适用）             | [ 24 ]                 |
| 2021年法国省级选举     | 克勒兹省               | 县                     |                        | 热雷米·索蒂 瓦莱丽·西莫内 | 80.85%                 | （无）                 | （无）                 | （无）                 | [ 25 ]                 |
| 2021年法国省级选举     | 克勒兹省               | 市镇                   |                        | 热雷米·索蒂 瓦莱丽·西莫内 | 84.85%                 | （无）                 | （无）                 | （无）                 | [ 25 ]                 |
| 2021年法国大区选举     |                        | 市镇                   |                        | 阿兰·鲁塞                 | 31.82%                 |                        | 阿兰·鲁塞              | 42.26%                 | [ 26 ]                 |
| 2022年法国总统选举     | 法國                   | 市镇                   |                        | 埃马纽埃尔·马克龙         | 30.00%                 |                        | 埃马纽埃尔·马克龙      | 56.04%                 | [ 22 ]                 |
| 2022年法国立法选举     | 克勒兹省选区           | 市镇                   |                        | 让-巴蒂斯特·莫罗          | 31.21%                 |                        | 让-巴蒂斯特·莫罗       | 51.44%                 | [ 22 ]                 |

## 人口
2021年，欧藏斯市镇人口数量为1,177，在法国排名第8,666位。其中男性531人，女性670人，75岁及以上人口占20.1%，外籍人口数量为32人，人口密度为166人/平方公里，当地居民被称为（男性）或（女性）。2022年，欧藏斯境内出生6人，死亡人口26人。
| 欧藏斯1901年－2021年人口变化情况 |
|                                  |
| 数据来源：Cassini、INSEE         |

## 经济
欧藏斯是一个区域性的中心城市。截至2024年4月，欧藏斯市镇范围内共有各类用人单位（包含自雇）200家，平均历史为21年，均中小型企业（PME），2024年2月至4月间，当地的经济活力指数为0。（医疗运输）、（饮料）及（面包房）是当地2022年营业额最高的三个企业，其具体数据尚未公开。

## 财政与居民收入
2022年，欧藏斯的财政收入总额为1,206,710欧元，财政支出总额为1,040,670欧元，当年的债务总额为442,600欧元。2022年，欧藏斯市镇通过增值税获得108,760欧元的收入，此外当地还共获得了208,240欧元的国家直接财政补助。
| 欧藏斯居民收入情况                               | 欧藏斯居民收入情况 | 欧藏斯居民收入情况    | 欧藏斯居民收入情况 |
| 内容                                             | 欧藏斯             | 法国                  | 统计年份           |
| ------------------------------------------------ | ------------------ | --------------------- | ------------------ |
| 征税家庭总数                                     | 571                | 1,081（法国市镇平均） | 2022年             |
| 居民平均月收入                                   | 1,650欧元          | 2,435欧元             | 2022年             |
| 高级职员人均月收入                               | 不详               | 4,331欧元             | 2021年             |
| 中级职员人均月收入                               | 不详               | 2,470欧元             | 2021年             |
| 普通职员人均月收入                               | 不详               | 1,801欧元             | 2021年             |
| 贫困率                                           | 不详               | 14.5%                 | 2020年             |
| 青壮年（15至64岁）失业率                         | 14.3%              | 7.4%                  | 2020年             |
| 征税家庭数量占比                                 | 31.1%              | 45.5%                 | 2020年             |
| 家庭年均纳税                                     | 1,824欧元          | 4,393欧元             | 2022年             |
| 资料来源：INSEE、L'Internaute、Le Journal du Net |                    |                       |                    |

## 社会事务

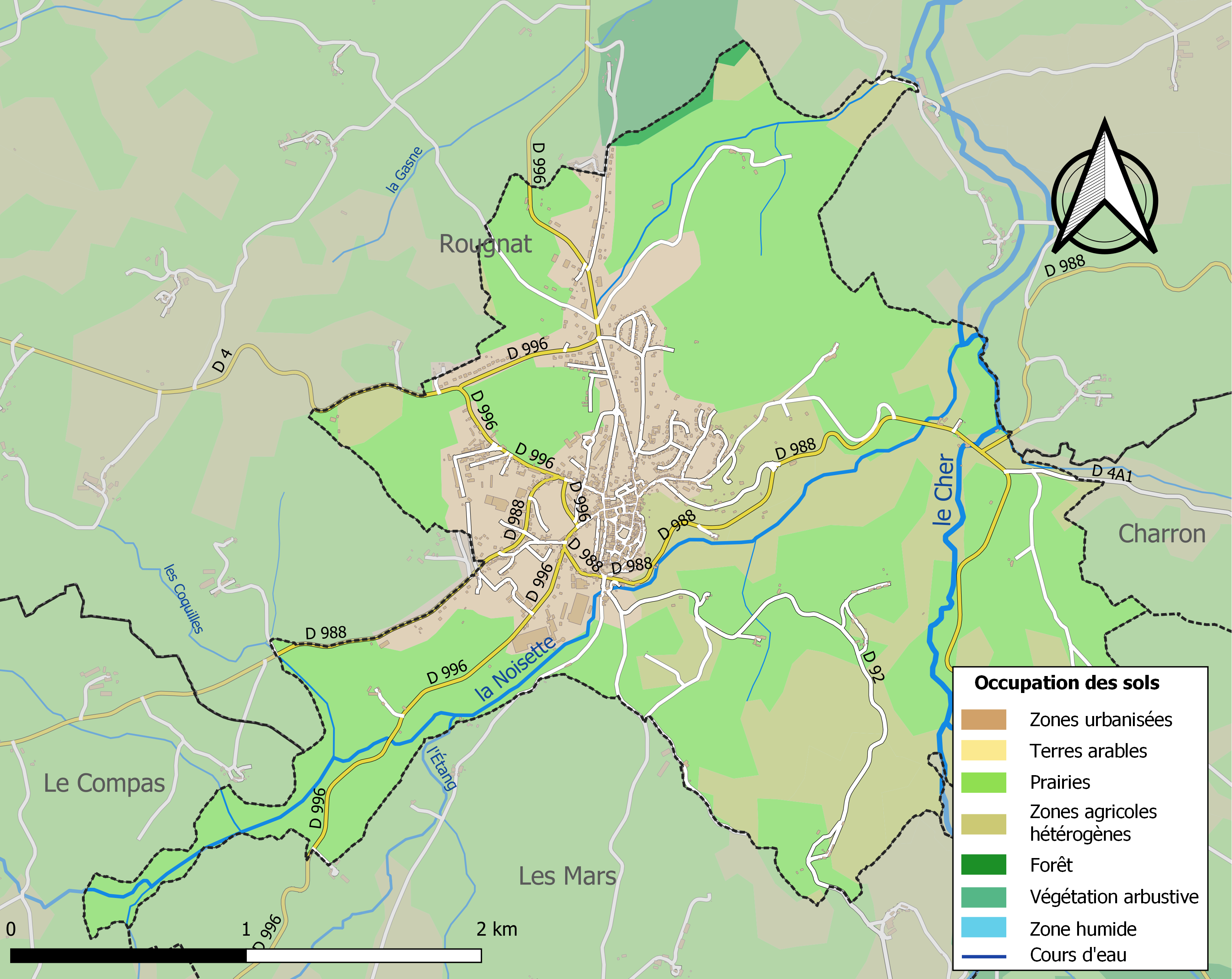
欧藏斯土地利用情况地图

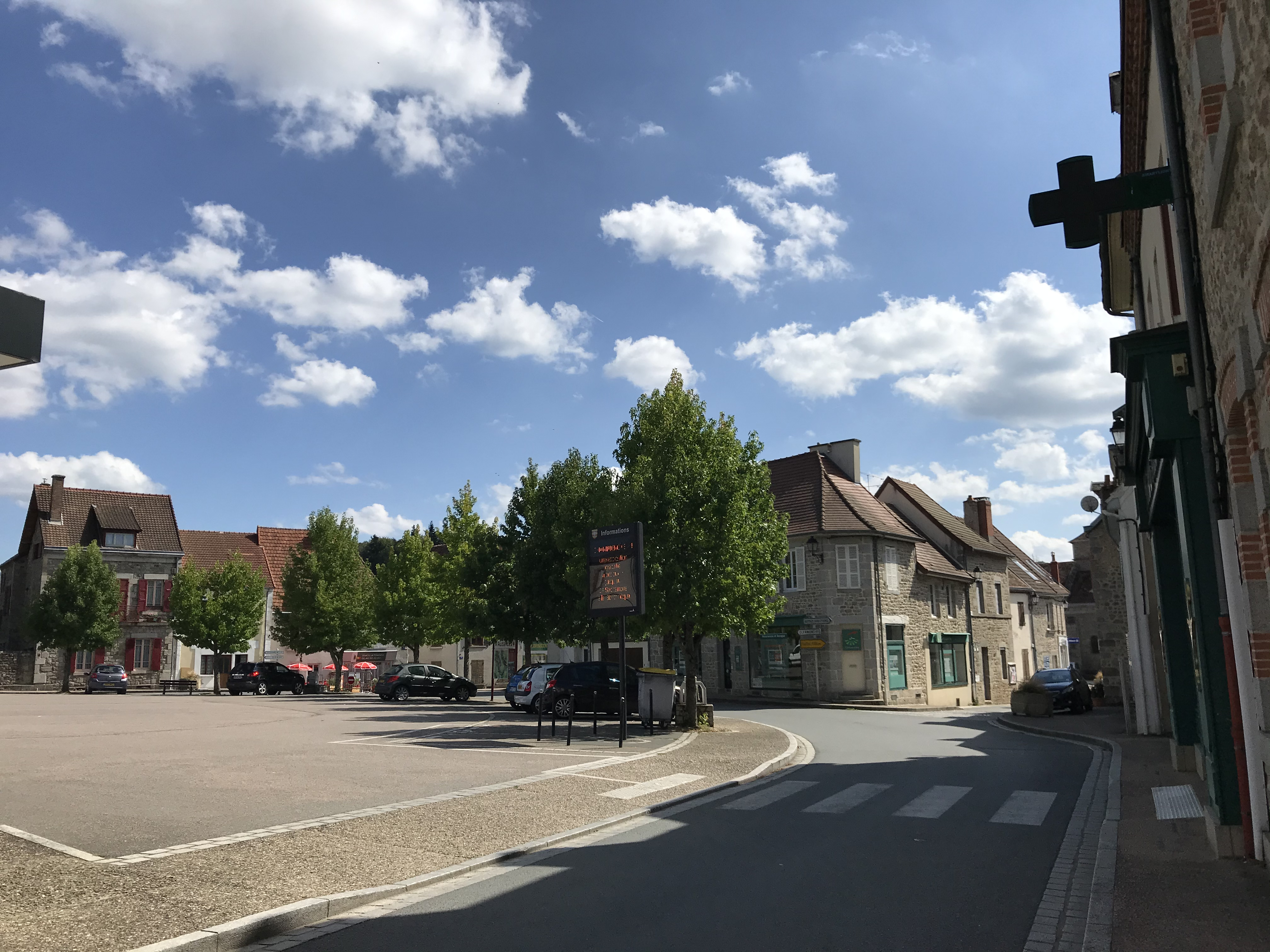
集市广场

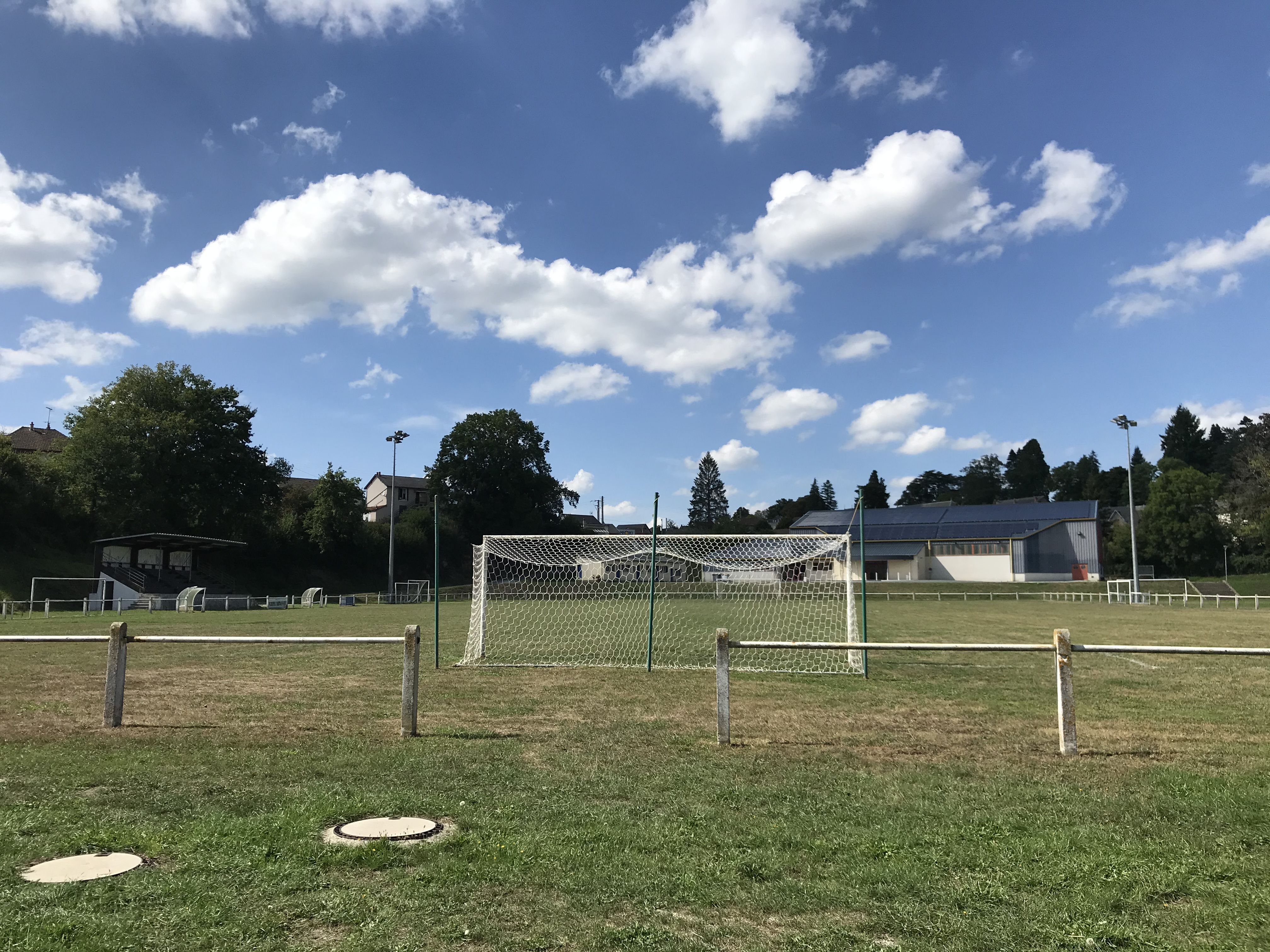
足球场

### 教育
欧藏斯属于利摩日学区。截至2021年1月1日，欧藏斯境内共有1所幼儿园、1所小学、1所初级中学。2022至2023学年度，欧藏斯境内共有在校中等教育阶段学生145名。

### 医疗
截至2022年1月1日，欧藏斯境内共有全科医生1名、保健师2名和护士7名。境内共有药房1家、养老院1家。
距离欧藏斯最近的区域性医疗机构为欧比松中心医院（Centre Hospitalier d'Aubusson），其主病区医院位于欧比松市区东北部，距离欧藏斯市区的正常车程大约30分钟，该院各科室及康复中心共设有床位357个。

### 住房
2020年，欧藏斯境内共有各类住房803套，其中78.6%为独立式住宅，21.2%为集中式住宅。常住房屋占欧藏斯市镇范围内居民建筑总量的74.6%。
在住房保障政策方面，2022年，欧藏斯境内共有100户家庭获得了住房经济补助，受益人数占总人口数量的8.5%，其中100份为房租补助。

### 商业
2021年，欧藏斯境内共有各类实体商铺42家，其中餐厅4家、大型超市1家、杂货店1家、面包房3家、肉铺1家、装饰品店1家、银行门店2家、美容美发店4家、汽车维修店4家。欧藏斯镇中心西侧建有一家Intermarché超市。

### 体育
2021年，欧藏斯境内共有1间体育馆、1座综合体育场、1处网球场、1处足球或橄榄球场以及1处篮球或排球场。
截至2024年4月，欧藏斯体育会（US Auzances，编号513542）是欧藏斯境内唯一的一家注册足球俱乐部，其主队2023至2024赛季参加克勒兹省足球联赛甲组（法国第九级别），其主场为保罗·沃泽尔球场（Stade Paul Vozelle）。

### 环境
欧藏斯的环境事务由其所属的阿基坦地区马尔什-孔布拉耶市镇公共社区联合各级政府协调负责。2021年，欧藏斯境内暂无污染企业。

### 治安
2021年，欧藏斯市镇范围内共有1处宪兵队。
欧藏斯及其附近的共126个市镇是欧比松国家宪兵队（zone gendarmerie d'Aubusson）的管辖范围。2020年，该宪兵队累计记录各类案件984起，其中盗窃类案件383起，经济类案件194起，毒品交易类案件130起。

## 文化

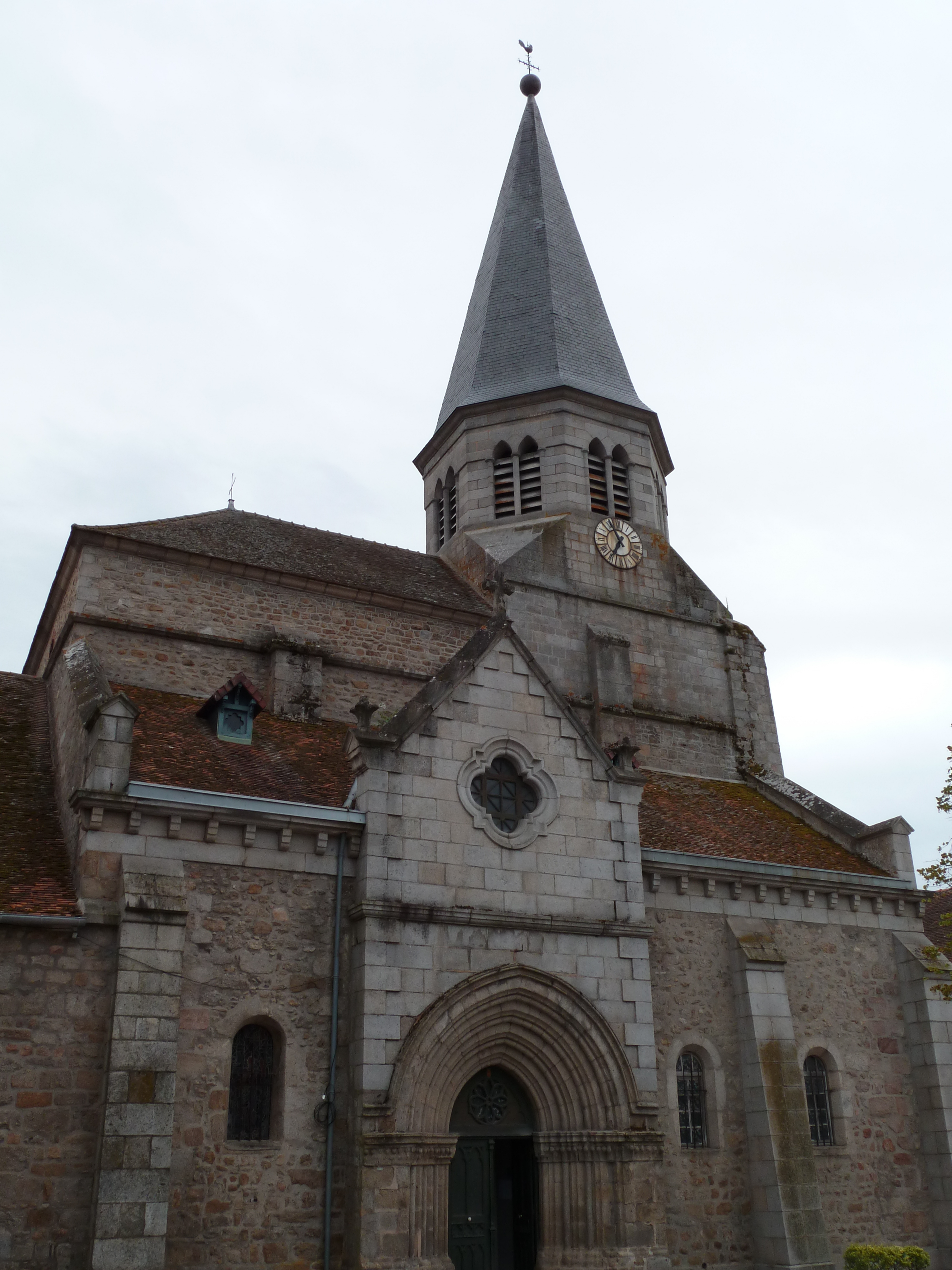
圣雅克教堂

2021年，欧藏斯境内暂无任何文化设施。欧藏斯境内建有多媒体中心-图书馆（Médiathèque - Bibliothèque d'Auzances），每周二至六向公众开放。

### 建筑
欧藏斯境内有多处历史建筑，其中位于欧藏斯北郊的Coux高卢罗马房屋遗址（Villa gallo-romaine de Coux）为法国国家文物保护单位，镇中心的圣雅克教堂（Église Saint-Jacques d'Auzances）则是当地的地标性建筑物。

### 旅游
欧藏斯的旅游事务由其所属的阿基坦地区马尔什-孔布拉耶市镇公共社区联合各级政府协调负责。2023年，欧藏斯境内共有1个露营地，可容纳共50辆露营车。

### 媒体
法国主要的媒体均可在欧藏斯接收，法国电视三台下属的新阿基坦大区频道在部分时段播出欧藏斯所在克勒兹省的地方新闻。《山地报》、《中央人民报》、云雀广播、蓝色法兰西克勒兹广播等是当地主要的地方性媒体。

## 相关人物
法国哲学家让·博弗雷和足球运动员让·泰兰迪埃出生于欧藏斯。

## 友好城市
截至2024年4月，欧藏斯共与一座城市建立了友好城市关系：
- 德国 罗斯塔尔（1997年）